# Cobitis arachthosensis
Cobitis arachthosensis és una espècie de peix actinopterigi de la família dels cobítids.

## Morfologia
- Els mascles poden assolir 7,9 cm de llargària total.[1]

## Reproducció
És ovípar.

## Hàbitat
Viu en zones de clima temperat.

## Distribució geogràfica
És un endemisme de Grècia.

## Estat de conservació
Es troba amenaçat per la pèrdua del seu hàbitat natural.